# Habenaria tricruris
Habenaria tricruris là một loài thực vật có hoa trong họ Lan. Loài này được (A.Rich.) Rchb.f. mô tả khoa học đầu tiên năm 1855.